# Изгубљене илузије
Изгубљене илузије (фр. Illusions perdues) роман је који је написао француски писац Оноре де Балзак (фр. Honoré de Balzac) између 1837. и 1843. године као трилогију. Роман је састављен из три дела; припада Балзаковој Људској комедији; првом делу Студија нарави; тематски Призорима из провинцијског живота.

## Посвећено Виктору Игоу
Роман је посвећен Виктору Игоу.
| „ | Ви, који сте по праву сваког Рафаела и свакога Пита већ били велики песник у добу кад су људи још тако мали, ви сте се, као Шатобријан, као сви истински таленти, борили против завидљиваца који хватају бусију иза стубаца у новинама или се крију у новинском подземљу. И зато желим да ваше победоносно име допринесе победи овога дела које вам посвећујем … Зашто би онда Људска комедија обишла једну силу, кад париска штампа не обилази ниједну од њих? Срећан сам, господине, што могу да се назовем Ваш искрени поштовалац и пријатељ, де Балзак | ” |

## О делу
Трилогија Изгубљене илузије спада у дела која су Балзаку задала највише муке при стварању. Сматра се најзначајнијим и најдужим делом у међусобно повезаним Балзаковим романима под заједничким називом Људска комедија. Седам година раздвајају објављивање првог и последњег дела романа. На почетку, Балзак је намеравао само да упореди паланачке нарави са париским животом, жигошући обмане које имају једни о другима . Првобитна замисао развијала се и добила много шире размере. Роман није постао само слика индивидуалног живота Лисјена де Рибампреа, младића који верује да је велики песник, и жене која га воли. Односи који постоје између Париза и провинције, и неодољива кобна привлачност престонице, откриле су Балзаку савременог младића у једном новом виду кроз новинарство које је сматрао крвавом раном деветнаестог века.

### Два песника - први део
У првом делу се радња одвија у Ангулему. Поред занимљиве паланачке средине, Балзак слика два супротна карактера. Давид Сешар је песничка природа која се бори са материјалним недаћама. Отац, богати тврдица, предао му је стару штампарију са дотрајалим машинама и без муштерија. Пред њим је мучан живот, без осмеха и лепота. Он се мири са судбином, одлучан је и вредан, а љубав његове жене даје му снаге да истраје у тешкој борби. Он без роптања подноси миран паланачки живот, иако је био надахнут великим надама и узвишеним сновима. Насупрот овом идеалисти је Лисјен де Рибампре, сиромашан младић узорне лепоте, амбициозан и духовит, мекушац који нема ни снаге ни воље за теже и дуже напоре. Он верује да је велики песник, али не успева у салонима госпође де Баржетон која га воли и подржава до граница компромитовања, и одлази са њим у Париз.

### Велики човек из провинције у Паризу - други део
Други део се дешава у Паризу. Госпођа де Баржетон, која је убрзо увидела тежину своје грешке и величину своје лудости, напустила је и оставила самог, без заштите и животних средства младог и неискусног песника кога очекује низ разочарања. Он не успева да освоји отмени свет који га потцењује, док кицоши исмевају његово паланаштво. Он утолико више пати што је обдарен финим духом и живом интелигенцијом. Он је сиромах, сам, без веза, без енергије и снажног самопоуздања. Несреће га, ипак, подстичу на озбиљан рад. Један пустолов, промашени писац и новинар, боем и уцењивач га уводи у новинарство, предочавајући му истовремено и брзе успехе и свирепости борби које га очекују. Својим првим брилијантним чланцима постаје славн, као нека врста булеварског генија. Затим, он је љубавник једне од најлепших жена у Паризу, продире у аристократски свет, постаје моћна личност. Али опијен својим успесим, он се подаје животном вихору, лаком и развратном животу. Својим наглим успињањем стиче немилосрдне непријатеље. Одгурују га и одричу га се и најприснији другови новинари. Одбачен од свих, он се бори са невољама и несрећама, и побеђен, понижен и обесхрабрен, напушта престоницу и враћа се у Ангулем, одакле је и дошао.

### Патње једног проналазача - трећи део
У трећем делу Балзак се враћа Давиду Сешару, штампару и проналазачу новог начина израде хартије, кога приказује као жртву Лисјена де Рибампреа. Давид је примио дугове Лисјенове на себе. Због дугова је принуђен да прода свој изум супарницима и прикривеним непријатељима у Ангулему, јер га песникови повериоци упорно гоне. Он се бори и мучи, али не подлеже тешкоћама у које је упао. Упорно вредно ради, али тек после смрти свог шкртог оца моћи ће да живи у благостању. Борба Давида Сешара са његовим супарницима капиталистима који се служе свим законским лупештвом пословног света, спада у незаборавне странице Људске комедије. А Лисјен, мучен грижом савешћу, напушта Ангулем, решен да заврши са својим животом. Сусрет са Вотреном га одвраћа од те намере, и он ће под његовом моћном заштитом и влашћу, живети у Паризу свој нови живот и доживети нове пустоловине које су описане у Сјају и беди куртизана.

## Ликови
- Лисјен Шардон де Рибампре, песник и новинар
- Ева Шардон, Лисјенова сестра и Давидова жена
- Давид Сешар, штампар и проналазач
- Госпођа де Баржетон, Лисјенова покровитељица
- Коралија, глумица, велика Лисјенова љубав
- Браћа Коанте, штампари
- Пти-Клоу, адвокат
- Стари Сешар, Давидов отац
- Марица, радница у штампарији
- Колб, радник у штампарији
- Серизе, радник у штампарији, касније издајник
- Новинари
- Лисјенови пријатељи писци

### Лисјен де Рибампре
Лисјен де Рибампре спада у дубоко изучене и веома сложне личности Људске комедије. Неодољиво леп, песничке душе, обдарен духом, али слаб и малодушан. У њему се стално сукобљавају племените тежње и порочне склоности. Он не успева, и поред свих дарова природе, зато што нема отпора да одоли искушењима и чулним уживањима. Његова је савест будна, није успавана, али је неодлучна, немоћна да се одбрани од искушења живота. Његови повремени напори идеализма слабе, он губи полет стваралачке енергије и, постепено и неосетно, сурвава се из пада у пад. Све те мене његове младостианализиране су снажно и продорно кроз сплет разноврсних догађаја и галерију изразитих типова.
Пријатељ Лисјена д Артез пише Еви, Лисјеновој сестри:
| „ | Лисјен је слабић који воли да се истиче, а то је главни порок Француза. И Лисјен ће увек жртвовати и свог најбољег пријатеља задовољству да покаже своју духовитост. Он би сутра радо потписао уговор и са ђаволом, ако би му тај уговор осигурао за неколико година сјајан и раскошан живот. ... Лењ као сви људи песничке природе, он сматра да је вешт ако тешкоће изиграва уместо да их савлађује. | ” |